# NGC 52
NGC 52 (PGC 976) là một thiên hà xoắn ốc cạnh trên chòm sao Phi Mã. Nó được phát hiện vào ngày 18 tháng 9 năm 1784 bởi William Herschel. Ông mô tả nó là "rất mờ nhạt, nhỏ, mở rộng." 

## Tính chất vật lý
Thiên hà rộng khoảng 150.000 năm ánh sáng. Điều này làm cho nó, so với, lớn hơn khoảng 1,5 lần so với Dải Ngân hà. Thiên hà cũng có một thiên hà hình elip vệ tinh gọi là PGC (Danh mục thiên hà chính) 1563523.